# Lioutij
Lioutij (en ukrainien :  Лютіж ) est un village situé dans l’oblast de Kiev, en Ukraine.
Lioutij est habituellement prisé des habitants de la capital en week-end.

## Historique
À la fin du mois de mars 2022, le village est bombardé lors de l'invasion russe de l'Ukraine.